# Пазинчица
Пазинчица је речица понорница. Неки је сматрају потоком. Налази се на полуострву Истри. На њој се налази водопад Заречки кров.
Настаје из три потока: Борутског потока, Липе и Раковог потока, који се код Церовља спајају у једну речицу.
Пазинчица се не улива у неку другу реку, него понире у Пазинску јаму. Претпоставља се да завршава свој ток негде у долини реке Раше, у источном и средишњем делу Истре, гдје опет извире на површину.
Понор речице Пазинчице је јединствени споменик природе.
На Пазинчици је некада било много воденица.